# Dani Poyatos
Daniel Poyatos Algaba, detto Dani (Barcellona, 23 giugno 1978), è un allenatore di calcio spagnolo, tecnico del Gamba Osaka.

## Carriera
Ha allenato per 3 partite (un pareggio e 2 sconfitte) il Panathīnaïkos, club della prima divisione greca.